# 對於太陽花學運的外界反應

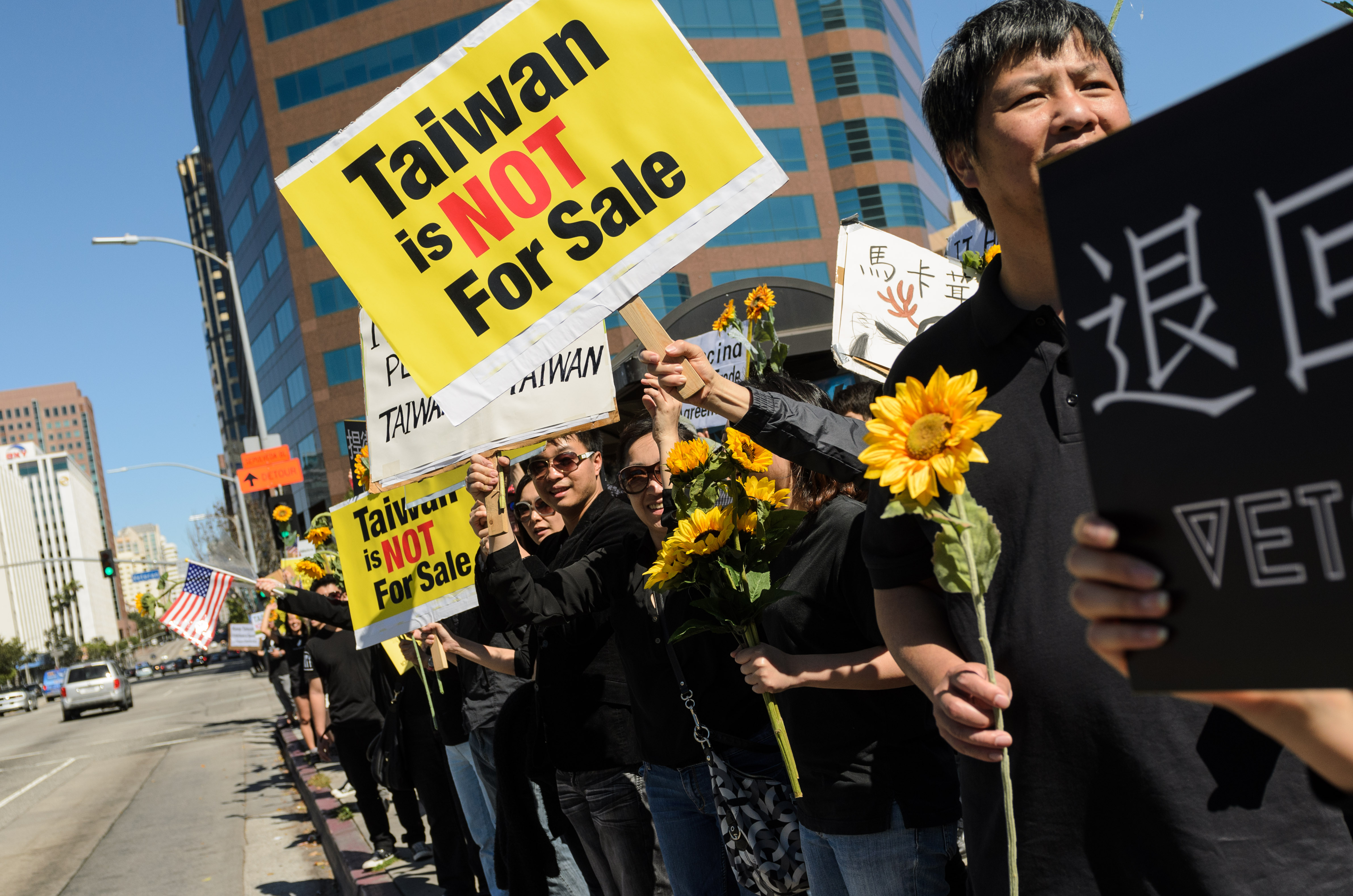
太陽花學運的支持者在美國洛杉磯發起聲援行動。

太陽花學運是指自台灣當地時間2014年3月18日開始，由臺灣學生主導並且以中華民國立法院為主要據點的社會運動。其中在當天晚間9時，反對中國國民黨單方面將《海峽兩岸服務貿易協議》宣告存查的學生佔據了立法院議場。儘管內政部警政署曾經多次嘗試驅離佔領議場的抗議學生卻都宣告失敗，與此同時來自臺灣各處的示威群眾也紛紛前往立法院附近支援。這次事件引起許多世界重要新聞媒體有所關注，並且多以「為反對與中國的貿易協定，台灣抗議者占領國會」為標題報導相關內容，另外一些海外的臺灣留學生也發起行動表示支持。

## 留學生在各地的串聯活動
1. 倫敦當地時間2014年3月20日下午2時，留學英國的臺灣籍的留學生[谁？]也在倫敦特拉法加廣場靜坐，以聲援學生佔領立法院議場的舉動，並且希望讓國際上有更多人知道臺灣當前的處境[4]。
2. 巴黎當地時間2014年3月23日，200多名反對《海峽兩岸服務貿易協議》的臺灣籍國民與其法國親友聚集在位於巴黎巴士底廣場前示威抗議[5]。
3. 香港當地時間2014年3月28日，臺灣籍的留學生，與香港專上學生聯會共同組成了守護臺灣青年陣線，並且透過Facebook號召全球16個國家、共計45個城市的臺灣學生在3月30日發起串連遊行活動，並且與臺灣學生透過視訊連線呈現各地現場狀況[6]。
4. 朝鮮半島時間2014年3月30日，也有臺灣籍的職業留學生在釜山廣域市廣場，手持「我在韓國守護台灣民主」、「全球時差接力反黑箱服貿」等標語發起和平訴求活動，並且在經過1小時30分鐘後結束[7]。
5. 朝鮮半島時間2014年3月30日，在南韓留學的臺灣籍留學生、嫁到南韓的臺灣籍的女性、與到南韓打工度假的臺灣籍的國民，一起聚集在首爾光化門廣場旁的駐韓台北代表部前高喊「台灣的民主要由台灣國民來守護」、「我在韓國守護台灣民主」等口號，並向街頭一般民眾發放以漢語、韓語、英語所書寫的反對《兩岸貿易協議》訴求之傳單。該活動事先向首爾警方報備並且獲得韓國方面相關人員的協助，最後現場聚集超過100人並且成為大家輪流發表意見的平臺，另外也有來自香港和日本的學生加入聲援。[來源請求]
6. 在事件發生後臺灣留學生和香港專上學生聯會共同組成了守護臺灣青年陣線，並且透過Facebook號召全球16個國家、共計45個城市的臺灣學生在3月30日發起串連遊行活動，並且與臺灣學生透過視訊連線呈現各地現場狀況[6]。

## 國際組織
國際特赦組織在官方網站上呼籲臺灣警察在處理上百名佔領議場的抗議群眾時，應該要保持克制並且繼續保護和尊重人權。國際特赦組織東亞區研究主任阮柔安（Roseann Rife）則表示：「在這樣明顯緊張的情勢之下，維安警力應該克制。警方有責任維護秩序並保護大眾的安全，警方的反應相對於可能發生的威脅，應該要符合比例。」而網際網路非營利組織ICANN總裁法迪·齊哈德在3月20日造訪臺灣後，認為不論是臺灣的學生抗議行動或者是3年多前的阿拉伯之春，網際網路都扮演著相當重要的角色。亞洲自由民主聯盟主席桑蘭西與秘書長涅柔斯·艾克斯達則在3月26日時共同發表聲明，對於馬英九政府草率通過《海峽兩岸服務貿易協議》表示關切並且對於中國國民黨弱化民主制度與立法程序的作為提出譴責。

## 中華人民共和國
由于利益不同，中华人民共和国政府和民众对《海峽兩岸服務貿易協議》、反服贸行动的看法大相径庭。在服贸协议在中國大陸被视为中方单方面对台让利的情况下，陶短房指出，中国大陆政府在台湾反服贸的抗议爆发前，并未就服贸协议对大陆民众进行细致、专业的解读。TVBS在上海采访的「大陸民眾多數不清楚服貿協議」。TVBS报道指出，出于对单方让利的反对，中国大陆网络舆论表现出对台湾民众和学生团体反服贸的支持与「力挺」。

### 政府和官媒
中共中央台灣工作辦公室發言人馬曉光在3月19日晚間，向臺灣媒體表示中共中央方面也持續關注事態發生，並且強調兩岸經濟合作「給台灣民眾帶來了實實在在的利益，這是有目共睹的」。《人民日報》旗下的海外報紙《環球時報》則是在社評中指責學生是因為受到煽動影響且認為這次運動「毫無理性，完全是民粹和對民粹的政治利用」，同時評論中也認為學生佔領立法院已經造成臺灣法治癱瘓。而《人民日報》海外官方網站海外網同樣發表專欄評論，批評民主進步黨大規模動員學生支持抗議運動是為了繼續拖延《海峽兩岸服務貿易協議》通過以打擊中國國民黨，並且「指責政黨人物或學生領袖，為圖個人私利，而將事關台灣民眾福祉的服貿協議當成『選戰動員工具』來操弄」。
而在4月16日舉辦的例行性記者會上，中共中央台灣工作辦公室發言人范麗青則是針對有關兩岸協議監督法制化的問題表示台獨勢力試圖將特殊兩國論與一邊一國的主張納入法條，進而達到破壞海峽兩岸相關協商以及和平發展之目的。她同時也提到中共中央台辦將會繼續維持臺灣民眾在海峽兩岸經濟合作中的利益，並且先一步針對臺灣開放並且擴大雙方之間的合作內容。而關於中國電視公司記者詢問有中國國民黨立法委員在內部會議時表態要將《海峽兩岸服務貿易協議》交由公民投票處理時，范麗青則回應說：「服務貿易協議是一個已經簽署的協議，也是兩會受權簽署的協議，所以我們認為，兩會受權協商所達成協議的權威性應該得到維護。」

### 網路社群
除在新浪微博網站上針對臺灣學生佔領立法院的新聞討論中大部分留言都傾向批評臺灣學生的舉動，其中一部分中國大陸網際網路用戶認為佔領立法院一事並非體現民主的方式，另外一部分則認為臺灣民眾過度將經濟政策與政黨政策聯繫而造成政府無法正常運作。在網際網路上也有許多中國網友認為臺灣學生要求與中國大陸斷絕聯繫，甚至因為認為抗議群眾主張臺灣獨立而感到不滿。此后，中国大陆舆论长期将支持运动的人士视为“台独分子”。演员戴立忍在2016年参演电影《没有别的爱》，因曾支持运动等诸多原因被大陆网友抵制而换角。导演瞿友寧亦因同样原因被大陆网友长期抵制、举报，终在2019年年中“引爆”大陆网友的反台独情绪。
而鳳凰衛視進行的一次可重複投票之網路民調顯示，有96%的中國大陸網友認為並沒有必要與臺灣簽署《海峽兩岸服務貿易協議》。而作為中國大陸四大門戶網站之一的騰訊其一份有關《海峽兩岸服務貿易協議》對於臺灣影響的民調報告上，有85%、約4萬名大陸網友認為該協議將促進臺灣的經濟發展。不過法律學者賀衛方則發文強調中國共產黨在這次事件中主流媒體以及網際網路報導和評論的作用，而反共新聞網站中國數字時代則表示中共中央宣傳部已經發布「台灣學生反對服貿協議一事，有關衝突和清場行動可以作為重點報導，但必須注意有關報導用語」的指示。
另外一方面，一些在臺灣的香港民眾於Facebook上建立「看見香港」粉絲團以及發起「守護民主，抗拒黑箱：香港人力挺台灣反服貿」之連署活動，之後許多在臺灣的香港學生以及香港網友陸續表態支持臺灣人守護民主並且希望臺灣不要成為第二個香港，同時包括學民思潮召集人黃之鋒、康宏金融集團董事長王利民、資深電臺節目主持人陳海琪、作家鄧小樺等著名人士也都參與連署活動。

### 香港
由於香港受到與中國内地簽署《內地與香港關於建立更緊密經貿關係的安排》以及開放中國内地民眾自由行的影響，以及近年來有關許多人士開始計畫舉辦佔領中環以爭取普通選舉權利，這使得許多香港民眾也開始關注於臺灣所發生的太陽花學運狀況並且將兩者相互比較。其中香港大學法律學者戴耀廷表示從臺灣的情況了解到抗爭期間充滿各種變數，並且希望能夠邀請林飛帆前往香港分享活動經驗。而前中央政策組顧問練乙錚則表示當前香港政府與當前馬英九犯下相似錯誤，誤以為與中國大陸經貿體系結合將能夠促進自身發展，並且認為繼續持續下去的話可能會引發香港版的太陽花學運。
不過香港里昂證券在針對《海峽兩岸服務貿易協議》問題表示將有助於臺灣電子商務、資訊服務、線上遊戲、文創業、運輸業、旅遊業以及金融業的發展，而中國大陸則對於發展潛力有限的臺灣市場將不會有多大興趣；同時在分析中也指出儘管抗議學生藉由佔領立法院的積極手段阻擋協議獲得通過，然而其認為在5月至6月時《海峽兩岸服務貿易協議》最後仍然可能獲得通過。而港九工團聯合總會主席李國強則批評學生佔領國會的作法已經破壞立法院的尊嚴，而《文匯報》則批評林飛帆等學生運動領導人與臺灣獨立勢力親近，並且表示：「香港社會各界指出，所謂『反服貿』已經演變成違法暴力，香港反對派試圖將台灣暴力抗爭引進『佔中』，只會搞垮香港，最終令普選『一拍兩散』。」
在3月24日時，支持反對《海峽兩岸服務貿易協議》行動的香港專上學生聯會20多名代表則前往香港台北經濟文化辦事處聲援臺灣抗議學生。而在3月28日時，在香港社會工作學生聯會發起下結合香港中文大學、香港理工大學等大學院校學生進行連署和街頭默站行動，藉由和平方式聲援太陽花學運。而在3月30日時，香港專上學生聯會與守護臺灣青年陣線則共同發起了遊行集會活動，並且預估共有1,000人參加這次活動，不過在活動過程中也遭遇親中國國民黨的神州青年服務社也舉起標語抗議臺灣學生佔領立法院的行為。另外包括林飛帆與陳為廷也透過錄影的方式和參與群眾談話，並且鼓勵香港民眾也要捍衛民主。
在2019年7月1日，反修例運動爆發，抗爭者希望運用和太陽花學運相似的方法，期望得到政府回應。在傍晚，抗爭者攻入立法會大樓，塗黑區徽的「中華人民共和國」字樣。此後的示威持續向暴力演變，引發反彈，促成全國人大設立《港區國安法》。

## 美國
包括CNN、美聯社、彭博通訊社、《華爾街日報》等美國新聞媒體都對於太陽花學運有所報導，其中美聯社在3月19日以「反中國貿易協議人士占領台灣立法院」為題報導數百名反對《海峽兩岸服務貿易協議》人士在深夜占領立法院。另外CNN的iReport也特別開設專區以提供公民記者更新事件發展紀錄，並且很快便有數十篇報導和影片上傳至專區上。而《彭博商業周刊》在3月24日時則發表了《四面楚歌的台灣總統與遭罷黜的烏克蘭領導人有著令人尷尬的類似》的文章，認為太陽花學運的情況與立場親近俄羅斯的烏克蘭總理維克多·費奧多羅維奇·亞努科維奇因為拒絕與歐洲聯盟簽署協議而引發大規模的烏克蘭親歐盟示威運動相似。《華爾街日報》則與同年4月5日發表評論，稱「台灣自甘落後」，經濟孤立將會損害競爭力，並指出台灣50%到80%之間的出口與即將簽署FTA的南韓重疊，「台灣的領導者最大的恐懼將成真，而抗拒自由貿易與抗拒經濟改革的後果將愈來愈明顯」。
隨著抗議活動的升級使得美國聯邦政府、美國參議院以及美國眾議院逐漸關注太陽花學運，其中美國眾議院外交委員會主席愛德華·羅伊斯表示無論是美國還是臺灣，處理示威活動最重要的原則是維持和平。而俄亥俄州資深參議院議員施諾德·布朗在3月22日發佈聲明，對於反對海峽兩岸簽署《海峽兩岸服務貿易協議》的抗議學生和民眾表示關注，並且呼籲政府確保抗爭能夠透過非暴力與和平途徑解決。而美國眾議院外交委員會非洲、全球健康、全球人權暨國際組織小組委員會主席克里斯·史密斯則在4月10時發表聲明，內容提到：「敦促台灣各方為和平達成最近學生抗議提出的問題的政治解決而努力，並且繼續作為中國大陸人民自由的燈塔。……台灣人民可以為幾十年來繁榮發展的民主自由而自豪，但是，他們也必須繼續警覺地保護這些自由。」華府《尼爾森報導》則批評，學生以民主為名，行霸占公署之實，本質就是威權專制。
另外美國國務院發言人瑪麗·哈夫（Marie Harf）在3月24日的例行性記者會上表示，針對臺灣學生抗議政府簽署協議的方式表示美國支援臺灣的民主體制，而這個體制將能夠容許任何議題的對話。同時她也提到：「關於你所提到的兩岸服務與貿易協議，是一個台灣要決定的議題。我們希望相關的討論能夠以和平與文明的方式來進行。我們對海峽兩岸雙方採取步驟緩解緊張局勢、改善北京與臺北的關係表示歡迎，並會鼓勵雙方繼續開展這種建設性對話」而美國國務院亞太助理國務卿丹尼爾·拉塞爾在4月3日舉辦的《臺灣關係法》35週年聽證會上，針對有關太陽花學運之問題表示臺灣對於政治觀點的表達有很高容忍度，因此希望抗議學生與示威群眾能負責任地使用這種自由並且以和平與文明的方式避免暴力發生，不過也提到這反映了臺灣是一個非常公開的社會並且且容許任何辯論存在。
美國在台協會在4月10日舉辦「台灣關係法卅五週年紀念」活動後，發言人金明則表示對於馬英九所提到《海峽兩岸服務貿易協議》無法通過將會影響臺灣參與《跨太平洋戰略經濟夥伴關係協議》，認為「看不出反服貿抗爭對加入TPP有直接影響」並且表示美國對臺灣政策將不會改變。
不過，時任美國在台協會理事卜道維（David Brown）就批評學生占領國會是「非法行為」，在美國並不會被容許。
此外，哈佛大學的教授、學生與校友亦發表連署聲明，對台灣政府使用武力驅離和平抗議之學生表達關切，呼籲台灣政府應主動與太陽花學運進行建設性對話，並積極尋求和平且民主之解決方案。

## 日本
包括日本放送協會（NHK）、《讀賣新聞》等日本新聞媒體都對於太陽花學運有所報導。不過在雅虎日本版本顯示的「臉書話題排行榜」以及Yahoo! Buzz熱門討論區當中，臺灣學生佔領立法院的新聞則很快排行第一名。其中佔領立法院議場的學生很快便藉由NICONICO動畫網站直播議場狀態，並且在3月21日下午3時瀏覽總人數突破100萬人。而許多日本網友在看到新聞後也紛紛表態支持臺灣學生的作法，甚至為佔領行動設計出吉祥物吼吼熊表達支持。而使用Twitter的日本網友也自製許多反對《海峽兩岸服務貿易協議》黑箱通過的日語版圖片 （页面存档备份，存于），並且以「守護台灣」（#台湾を守ろう）、「台灣加油」（#台湾頑張れ）等字句進行標籤。
日本著名的網路評論員KAZUYA則自行錄製影片表示：「從經濟面來看，中國資金、中國企業家大量進入台灣，台灣會變成怎樣呢？可能變成台灣中國化，如果兩岸統一了，大事就不妙了，中國勢力進入太平洋，接下來沖繩就危險了！」另外也有日本網友在著名連署網站Change.org上發起請願活動並且將請願書遞交給臺灣駐日各地代表處，或者是在日本內閣總理大臣安倍晉三的Facebook上請求支持臺灣學生佔領立法院的行動而在3月30日時，京都大學也召開了反對《海峽兩岸服務貿易協議》的相關研討會，並且有300人參與活動，其中在場學生都穿著黑衣表達個人立場。
NHK随后制作了报道太阳花学运的纪录片。

## 韓國
3月30日時，在韓臺灣留學生、臺灣留媳婦與打工度假者聚集在首爾光化門廣場旁的駐韓台北代表部前高喊「台灣的民主要由台灣國民來守護」、「我在韓國守護台灣民主」等口號，並向街頭一般民眾發放以漢語、韓語、英語所書寫的反對《兩岸貿易協議》訴求之傳單。活動事先向首爾警方報備並且獲得韓國方面相關人員的協助，最後現場聚集超過100人並且成為大家輪流發表意見的平臺，另外也有來自香港和日本的學生加入聲援。另外在釜山廣域市也有臺灣學生手持「我在韓國守護台灣民主」、「全球時差接力反黑箱服貿」等標語發起和平訴求活動，並且在經過1小時30分鐘後結束。

## 新加坡
4月19日時，新加坡總理李顯龍在接見17國英文報業編輯時表示海峽兩岸關係在馬英九上任後獲得好轉，並且認為目前的經濟協議對於臺灣來說是項好協議而應該簽署，同時他也提到：「大部分亞洲國家都認為來自中國最大的挑戰，是經濟而非軍事。」

## 英國
包括英國廣播公司、路透社、《每日電訊報》等英國新聞媒體都對於太陽花學運有所報導，其中路透社在3月19日以「台灣學生為中國貿易協議占領立法院」為標題報導表示200名臺灣學生於深夜佔領立法院，並且阻饒警方的驅離行動；而在3月21日時，路透社中文網站則指出受到反對《海峽兩岸服務貿易協議》的太陽花學運紛爭干擾而使得臺灣加權股價指數連續3日收低，對此分析師則認為要整理4週至5週的時間才會有盤整或盤跌的格局出現。學運期間政府基金一直賣股，但與預估相反，台股反而為上漲行情，當月24日逢學運情勢最激烈時，外資大買71億元為該年以來最積極買盤，也令台股大漲484點。
英國期刊《經濟學人》今天指出，以學生為主的抗議民眾不滿兩岸服務貿易協議強行通過，18日晚間起占據台灣的立法院，一個政府能容忍抗議群眾占據國會如此之久，實在極為罕見。。而在倫敦當地時間3月20日下午2時，留學英國的臺灣學生也在特拉法加廣場靜坐以聲援學生佔領立法院議場的舉動，並且希望讓國際上有更多人知道臺灣當前的處境。

## 法國
包括《世界報》、《費加羅報》、《巴黎人報》、法國國際廣播電台等法國新聞媒體都對於此事有所報導，其中《世界報》以「台灣之春」來形容這次事件並且認為這次事件為「抗議民眾從心坎底發出的吶喊」。而在3月23日時，200多名反對《海峽兩岸服務貿易協議》的臺灣人和其法國親友聚集在位於巴黎的巴士底廣場示威抗議。而一名在法國留學的臺灣學生在和其與實驗室助教和朋友討論《海峽兩岸服務貿易協議》後，將前者表示不相信會有國家對別的國家開放80%的商業行為、後者認為這是因為雙方政府不覺得雙方是不同國家的評論放至噗浪上，隨後獲得超過400人的轉載。

## 外部連結
- （繁體中文） 反黑箱服貿協議 （页面存档备份，存于）
- （繁體中文） 黑色島國青年陣線 （页面存档备份，存于）
- （繁體中文） ECFA兩岸經濟合作架構協議 （页面存档备份，存于）
- （英文） Protesters occupy Taiwan Parliament